# Dondukovskaja
Dondukovskaja (in lingua russa Дондуковская) è un centro abitato dell'Adighezia, situato nel Giaginskij rajon. La popolazione era di 6.648 come di 2019. Ci sono 56 strade.